# دلیجان اشکورات
دلیجان اشکورات  منطقه ای روستایی و یلاقی در اشکور استان گیلان کوهستان سوماموس  واقع شده‌است.  روستا ی دلیجان  با روستاهای تواسانکش و یاسور همسایه بوده و در ۴۷ کیلومتری بخش رحیمآباد و ۶۲ کیلومتری شهرستان رود سر واقع شده‌است. غار وادار، آثار آبادی و آجرهای قدیمی در کجیل سرا ((kojil sara  ))، آسیاب قدیمی بومیتله ((bomeytale  )) از نقاط معروف و قدیمی این روستا به‌شمار میرود. غار وادار که در مشرق روستا واقع شده از منطقه دارنکش شروع و تا غار وادار امتداد دارد.  در فاصله این دو نقطه که به صورت تونلی زیرزمینی است دهانه آن در منطقه وادار گشاد و پهن میگردد و در حال حاضر در این نقطه به صورت یک غار آشکار است. این غار در امتداد سرچشمه رودخانه آسمانرود واقع شده و از حیث قدمت دارای تاریخ بسیار است.
در دلیجان امام زاده یحیی قرار دارد که مردم از نقاط مختلف اشکور برای زیارت به این منطقه میروندمخصوصا در ایام مذهبی که بیشترین زائرین این امام زاده از روستاهای اطراف است.
محصولات کشاورزی دلیجان عبارت است از:گل گاو زبان. سیب زمینی. لوبیا... کشاورزی به علت کمبود آب رونق کمی دارد به علت کمی درآمد مردم کم کم از آنجا مهاجرت میکنندامروزه جمعیت زیادی در دلیجان زندگی نمی‌کنند (حدود۲۰خانوار) و پیش‌بینی می‌شود تا چند سال آینده خالی از سکنه شود.